# Orlando Pace
Orlando Lamar Pace (Sandusky, Ohio, 4 de noviembre de 1975), más conocido como Orlando Pace, es un exjugador profesional estadounidense de fútbol americano que se desempeñó en la posición de offensive tackle en la National Football League (NFL). Es miembro del Salón de la Fama del Fútbol Americano Profesional.

## Carrera
Pace jugó como profesional doce temporadas en St. Louis Rams (1997-2008), después pasó a Chicago Bears, donde jugó una temporada (2009), y fue el equipo en el que se retiró.

## Reconocimiento
En 2016, ingresó como miembro al Salón de la Fama del Fútbol Americano Profesional.